# Арустук (окръг)
Окръг Арустук (на английски: Aroostook County) е окръг в щата Мейн, Съединени американски щати. Площта му е 17 687 km², а населението – 67 959 души (2016). Административен център е град Хюлтън.
Окръгът носи името на пресичащата го река Арустук.